# 빙옥정
빙옥정은 대한민국 충청북도 영동군 양강면에 있다. 1996년 4월 15일 영동군의 향토유적 제14호로 지정되었다.

## 개요
1764년 영산김씨 종중에서 김영이를 기리기 위해 세운 정자로 얼음과 같이 맑고 구슬과 같이 윤이 난다는 고사에서 건물명이 유래하였다.